# Kornhaus (Düren)

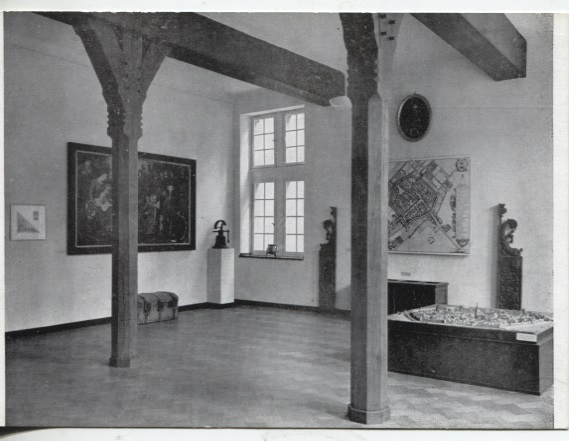
Innenansicht

Das Kornhaus war ein im Zweiten Weltkrieg zerstörtes Bauwerk in Düren, Nordrhein-Westfalen.
Das Kornhaus stand in der damaligen Philippstraße Nr. 14, heute Victor-Gollancz-Straße, neben dem Gasthaus Zum Franziskaner auf dem heutigen Parkplatz der Volkshochschule.
Das Haus wurde im Jahr 1588 im Stil der niederländisch-niederdeutschen Spätrenaissance als Fruchtspeicher erbaut. Durch Befehl von Herzog Karl Philipp wurde am 19. April 1717 der Schandpfahl und der Strafesel vom Marktplatz entfernt und auf dem Stadthof neben dem Kornhaus neu aufgestellt. Der Stadthof von 1520 diente damals als städtisches Materiallager. 
1869 zog die die katholische Realschule mit 86 Schülern in das von Heinrich Wiethase umgebaute Kornhaus. Die Stadt Düren kaufte am 1. Juli 1918 das Haus. Die Stadtverordneten beschlossen am 11. Juli 1925, im Kornhaus ein Heimatmuseum einzurichten. 1936 erfolgte eine Restaurierung des Gebäudes. Die Eröffnung des Museums war am 26. Februar 1939. Ausgestellt wurden die heimatgeschichtlichen Bestände des Leopold-Hoesch-Museums.
Das Kornhaus wurde beim Luftangriff vom 16. November 1944 völlig zerstört und nicht wieder aufgebaut.